# Derris fordii
Derris fordii är en ärtväxtart som beskrevs av Daniel Oliver. Derris fordii ingår i släktet Derris och familjen ärtväxter.

## Underarter
Arten delas in i följande underarter:
- D. f. fordii
- D. f. lucida